# Gironniera rhamnifolia
Gironniera rhamnifolia är en hampväxtart som först beskrevs av Alexander Zippelius, och fick sitt nu gällande namn av Carl Ludwig von Blume. Gironniera rhamnifolia ingår i släktet Gironniera och familjen hampväxter. Inga underarter finns listade i Catalogue of Life.